# Wound Creations
Wound Creations - debiutancki album studyjny fińskiego zespołu Amoral. Wydawnictwo ukazało się 17 maja 2004 roku nakładem wytwórni muzycznej Rage of Achilles.
24 marca 2005 roku nakładem wytwórni Avalon nagrania trafiły do sprzedaży w Japonii.

## Lista utworów
Opracowano na podstawie materiału źródłowego.
| Nr | Tytuł utworu                                  | Słowa                           | Muzyka                | Długość |
| -- | --------------------------------------------- | ------------------------------- | --------------------- | ------- |
| 1. | „The Verge”                                   | Niko Kalliojärvi, Ville Sorvali | Ben Varon, Silver Ots | 1:47    |
| 2. | „Atrocity Evolution”                          | Niko Kalliojärvi, Ville Sorvali | Ben Varon, Silver Ots | 6:13    |
| 3. | „Silent Renewal”                              | Matti Pitkänen                  | Ben Varon, Silver Ots | 2:23    |
| 4. | „Solvent”                                     | Niko Kalliojärvi, Ville Sorvali | Ben Varon, Silver Ots | 4:41    |
| 5. | „The Last Round”                              | Niko Kalliojärvi, Ville Sorvali | Ben Varon, Silver Ots | 8:40    |
| 6. | „Other Flesh”                                 | Niko Kalliojärvi, Ville Sorvali | Ben Varon, Silver Ots | 5:42    |
| 7. | „Distract”                                    | Niko Kalliojärvi, Ville Sorvali | Ben Varon, Silver Ots | 3:42    |
| 8. | „Nothing Daunted (Gallows Pole Rock n' Roll)” | Niko Kalliojärvi, Ville Sorvali | Ben Varon, Silver Ots | 8:08    |
| 9. | „Languor Passage”                             | Niko Kalliojärvi, Ville Sorvali | Ben Varon, Silver Ots | 6:10    |
|    |                                               |                                 |                       | 47:26   |

| Reedycja 2005 | Reedycja 2005                                 | Reedycja 2005                   | Reedycja 2005         | Reedycja 2005 |
| Nr            | Tytuł utworu                                  | Słowa                           | Muzyka                | Długość       |
| ------------- | --------------------------------------------- | ------------------------------- | --------------------- | ------------- |
| 1.            | „The Verge”                                   | Niko Kalliojärvi, Ville Sorvali | Ben Varon, Silver Ots | 1:47          |
| 2.            | „Atrocity Evolution”                          | Niko Kalliojärvi, Ville Sorvali | Ben Varon, Silver Ots | 6:13          |
| 3.            | „Silent Renewal”                              | Matti Pitkänen                  | Ben Varon, Silver Ots | 2:23          |
| 4.            | „Solvent”                                     | Niko Kalliojärvi, Ville Sorvali | Ben Varon, Silver Ots | 4:41          |
| 5.            | „The Last Round”                              | Niko Kalliojärvi, Ville Sorvali | Ben Varon, Silver Ots | 8:40          |
| 6.            | „Other Flesh”                                 | Niko Kalliojärvi, Ville Sorvali | Ben Varon, Silver Ots | 5:42          |
| 7.            | „Distract”                                    | Niko Kalliojärvi, Ville Sorvali | Ben Varon, Silver Ots | 3:42          |
| 8.            | „Nothing Daunted (Gallows Pole Rock n' Roll)” | Niko Kalliojärvi, Ville Sorvali | Ben Varon, Silver Ots | 8:08          |
| 9.            | „Languor Passage”                             | Niko Kalliojärvi, Ville Sorvali | Ben Varon, Silver Ots | 6:10          |
| 10.           | „Metamorphosis”                               | Matti Pitkänen                  | Ben Varon, Silver Ots | 5:06          |
|               |                                               |                                 |                       | 52:32         |